# Retrato de los cuatro tetrarcas

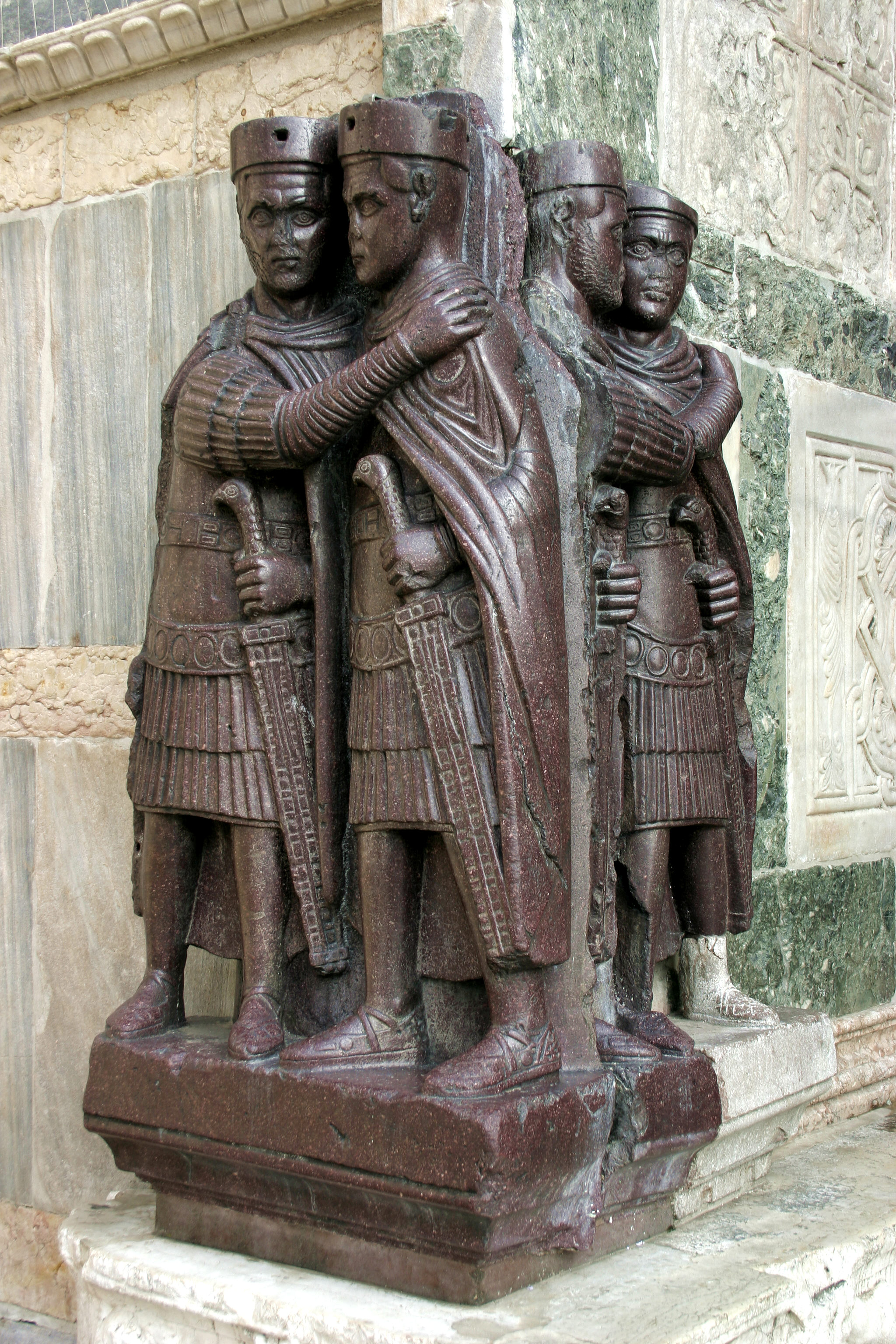
Retrato de los cuatro tetrarcas.

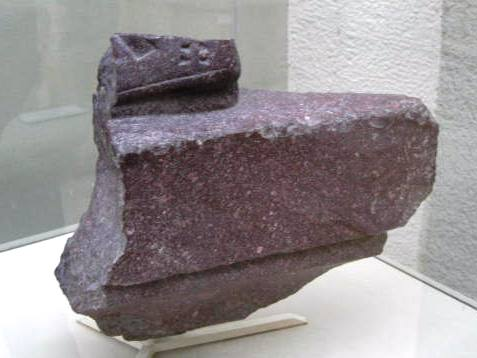
Parte faltante del talón conservada en el Museo Arqueológico de Estambul.

El Retrato de los cuatro tetrarcas es un grupo escultórico de pórfido de cuatro emperadores romanos que data de alrededor del año 300 d. C. Es una de las obras de arte más características del Bajo Imperio romano. El grupo escultórico ha estado fijado a una esquina de la fachada de la Basílica de San Marcos en Venecia, Italia desde la Edad Media. Probablemente formó parte de las decoraciones del Philadelphion en Constantinopla y fue trasladado a Venecia en 1204 o poco después.
Spolia de la Cuarta cruzada, las estatuas se diseñaron originalmente como dos esculturas separadas, cada una de las cuales constaba de un par de emperadores romanos tardíos con armadura que se abrazan. Las estatuas emparejadas se levantan sobre plintos sostenidos por una ménsula de la misma piedra, y sus espaldas están encajadas en los restos de grandes columnas de pórfido a las que alguna vez estuvieron adosadas, talladas todas de una sola pieza. Las columnas ya no existen, y a un par de emperadores les falta parte del pedestal y de un pie de una de las figuras, que se encontró en Estambul. Un par de estatuas ha sido cortado verticalmente y falta una gran parte del lado derecho del emperador de la derecha, mientras que otro corte vertical divide las dos figuras y ha cortado el brazo.
El Retrato de los cuatro tetrarcas representa a los cuatro gobernantes del Imperio instituido por el emperador Diocleciano, la primera Tetrarquía. Nombró como coaugusto a Maximiano y eligieron a Galerio y Constancio I como sus césares; Constancio fue padre de Constantino el Grande. Hay desacuerdo en cuanto a la identidad de estas estatuas y su ubicación, pero se sugiere que los gobernantes orientales forman un par y los gobernantes occidentales forman el otro par, cada uno con un 'augusto' mayor y el 'césar' menor. Otra posibilidad menos probable es que los dos augustos estén representados en una pareja y los dos césares en la otra. Una tercera teoría más antigua es que representasen un grupo dinástico de la dinastía constantiniana.

## Historia
Diocleciano creó una nueva forma de gobierno para el Imperio romano, mediante una tetrarquía que constaba de dos Augustos (emperadores mayores) y dos Césares (emperadores menores). El imperio se dividió en territorios occidentales y orientales, con un Augusto y un César gobernando cada uno. Después de que Diocleciano y su colega, Maximiano, se retiraron en 305, estalló una lucha interna entre los tetrarcas. El sistema finalmente dejó de existir alrededor de 313, y aunque esta forma de gobierno duró poco, sirvió para separar los roles de liderazgo militar y civil y fue uno de los primeros ejemplos de poder equilibrado.
La obra  simboliza el concepto mismo de tetrarquía, en lugar de proporcionar cuatro retratos personales. Cada tetrarca tiene el mismo aspecto, sin ninguna característica individualizada, excepto que dos, que probablemente representan a los augustos mayores, tienen barba, y dos no, simbolizando a los césares adjuntos y sucesores. El grupo se divide en dos parejas, cada una abrazada, lo que une a augustos y césares. El efecto general sugiere unidad y estabilidad. La misma elección del material, el duro pórfido (que procedía de Egipto), simboliza una permanencia y rigidez que recuerda a la estatuaria egipcia. El pórfido era raro y costoso, difícil de obtener en cantidades escultóricas y, por lo tanto, se limitaba al honor imperial en las estatuas.
Su función habría sido similar a muchas otras representaciones de gobernantes en otras ciudades. Principalmente, su propósito era reforzar la idea de la fuerza y el poder que los tetrarcas tenían sobre el Imperio, poder con el que podían recompensar a los fieles y aplastar a los rebeldes. Este último tema parece reflejarse en el hecho de que los cuatro tetrarcas están armados y visten atuendos militares, una representación inequívoca de poder colectivo. Tener tal imagen en un lugar público destacado habría causado que estos temas estuvieran en la mente del público mientras realizaban sus actividades diarias.

### Constantinopla
La tetrarquía dio paso a un Imperio Romano unido en la época de Constantino, cuando el emperador tomó el control de ambas mitades este y oeste en 324. Cuando Constantino refundó Bizancio como "Nueva Roma" -Constantinopla- en 328–330, trasladó numerosos monumentos y esculturas de importancia histórica o artística a la ciudad. Se desconoce dónde se instalaron originalmente los tetrarcas de pórfido en sus columnas, pero probablemente fueron transportados desde su localización original en el palacio de Diocleciano en Nicomedia a Constantinopla. Las columnas y estatuas probablemente decoraron el pórtico del Capitolio de Constantinopla, que se abría a un área pública en el Mese, al que la presencia de las estatuas abrazadas en amor fraterno (en griego antiguo: φιλαδέλφεια, romanizado: Philadélpheia) aparentemente le dio el nombre de "Filadelfión".

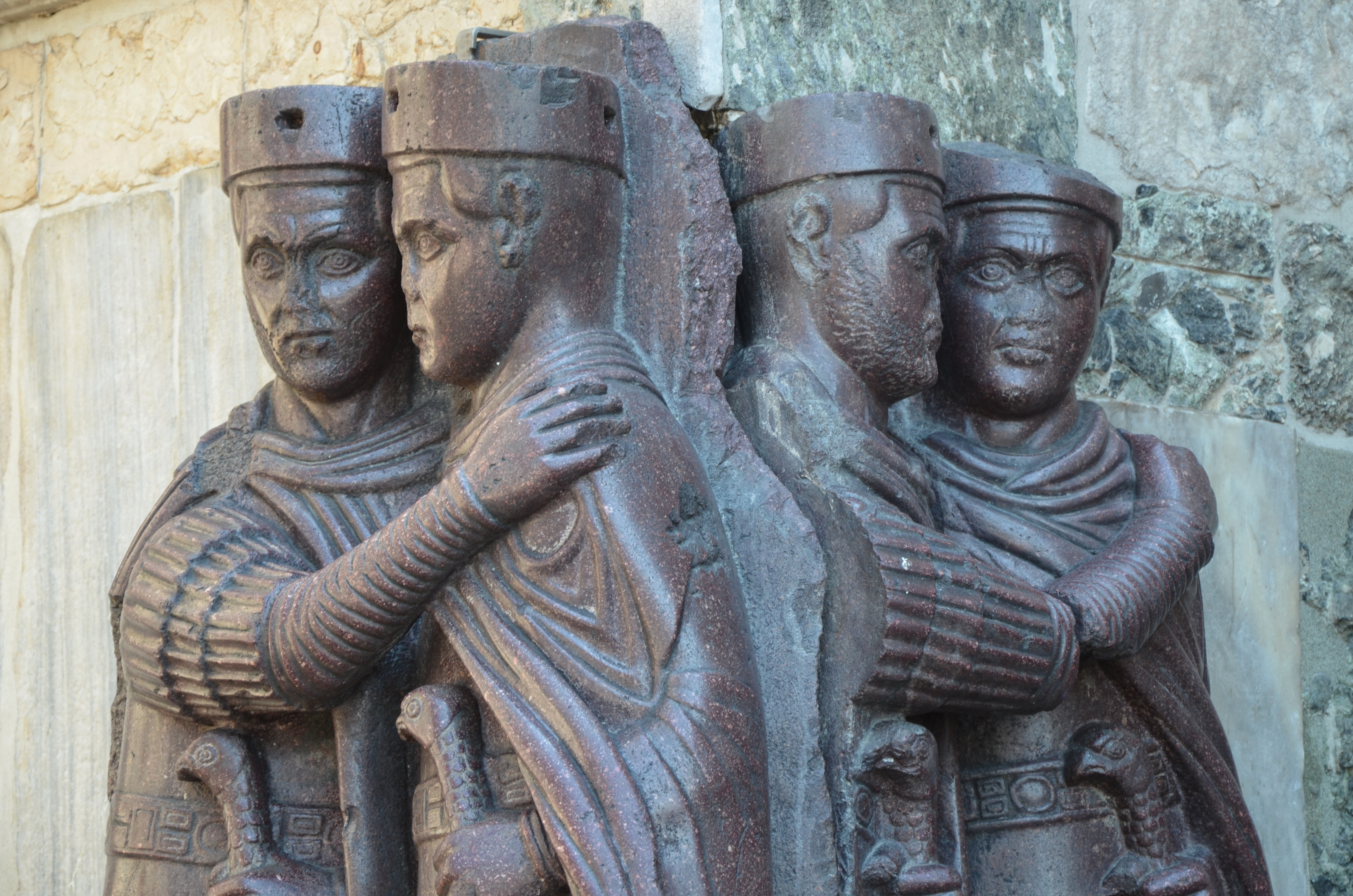
Retrato de los cuatro tetrarcas (detalle de la parte superior de las figuras).

### Venecia
Los Cuatro Tetrarcas fueron llevados por los venecianos cuando la ciudad fue saqueada durante la Cuarta cruzada en 1204 y trasladados a la Basílica de San Marcos en Venecia. En la década de 1960, los arqueólogos descubrieron en Estambul, cerca de la mezquita de Bodrum, la parte del talón del pie que faltaba. Esta parte está en el Museo arqueológico de Estambul.

## Estilo

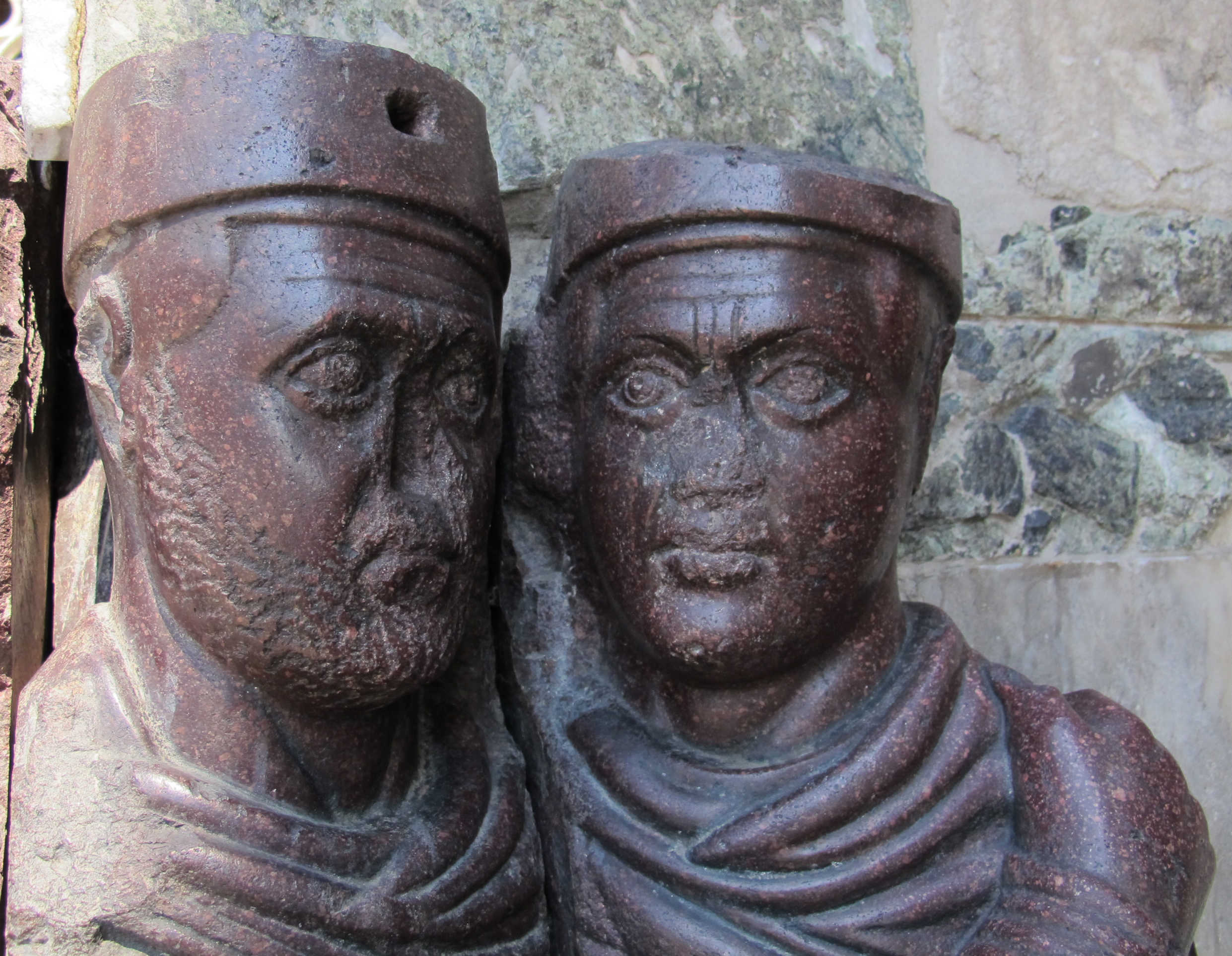
Detalle de una de las parejas.

De tamaño casi natural, los gobernantes visten el atuendo militar de alto rango de la época, con gorro panónico, paludamentum, coraza y espada de tipo sasánida, larga y recta, no ya el antiguo gladio corto, con la empuñadura en forma de cabeza de águila de Júpiter. Originalmente, corazas y espadas estuvieron recubiertas de pan de oro y piedras semipreciosas, y los ojos de pasta vítrea. Una mano se cierra sobre la empuñadura y la otra descansa sobre el hombro contrario del compañero, rodeándolo.
Las figuras son recias y macizas, lejos de la verosimilitud o el idealismo del arte grecorromano anterior. Las figuras son rígidas e hieráticas, el atuendo está estilizado. Sus rostros son repetitivos y parecen mirar fijamente en una especie de trance. Comparándolos con los relieves ligeramente posteriores del Arco de Constantino en Roma, Ernst Kitzinger encuentra las mismas "proporciones achaparradas, movimientos angulares, un orden de las partes a través de la simetría y la repetición y una representación de las características y los pliegues de las telas a través de incisiones en lugar de modelado". Al señalar otros ejemplos contemporáneos, continúa: "El sello distintivo del estilo dondequiera que aparezca consiste en una dureza, pesadez y angularidad enfática, en resumen, un rechazo casi completo de la tradición clásica". Por el contrario, el periodista y arqueólogo italiano Ascanio Modena Altieri considera el estilo clásico sublimado en una nueva corriente formal que logra unir tres elementos culturales distintos: greco-romano, bárbaro-celta y persa-sasánida, lo que haría del monumento no solo un símbolo de atemporalidad y profunda mística de poder, sino también de unión visual y cultural entre Oriente y Occidente, en un marco de solidificación ideal del imperio universal de Roma
La cuestión de cómo explicar lo que puede parecer un declive tanto en el estilo como en la ejecución del arte en la Antigüedad tardía ha generado un gran debate. Los factores introducidos en la discusión incluyen: una ruptura de la transmisión de habilidades artísticas debido a la interrupción política y económica de la crisis del siglo III, la influencia del Este y otros estilos regionales preclásicos de todo el Imperio (una visión promovida por Josef Strzygowski (1862-1941), y ahora mayormente descartada), la aparición en el arte público de alto estatus de un estilo "popular" o "cursivo" más simple que había sido utilizado hasta entonces por los menos ricos, un giro ideológico activo contra lo que los estilos clásicos habían llegado a representar, y una preferencia deliberada por ver el mundo de manera sencilla y explotar las posibilidades expresivas que brindaba un estilo más simple. Un factor que no puede ser responsable, como muestran la fecha y el origen del Retrato de los cuatro tetrarcas, es el ascenso del cristianismo al apoyo oficial, ya que los cambios estilísticos lo precedieron. Este cambio en el estilo artístico acabará desembocando en el estilo bizantino y medieval.

## Material

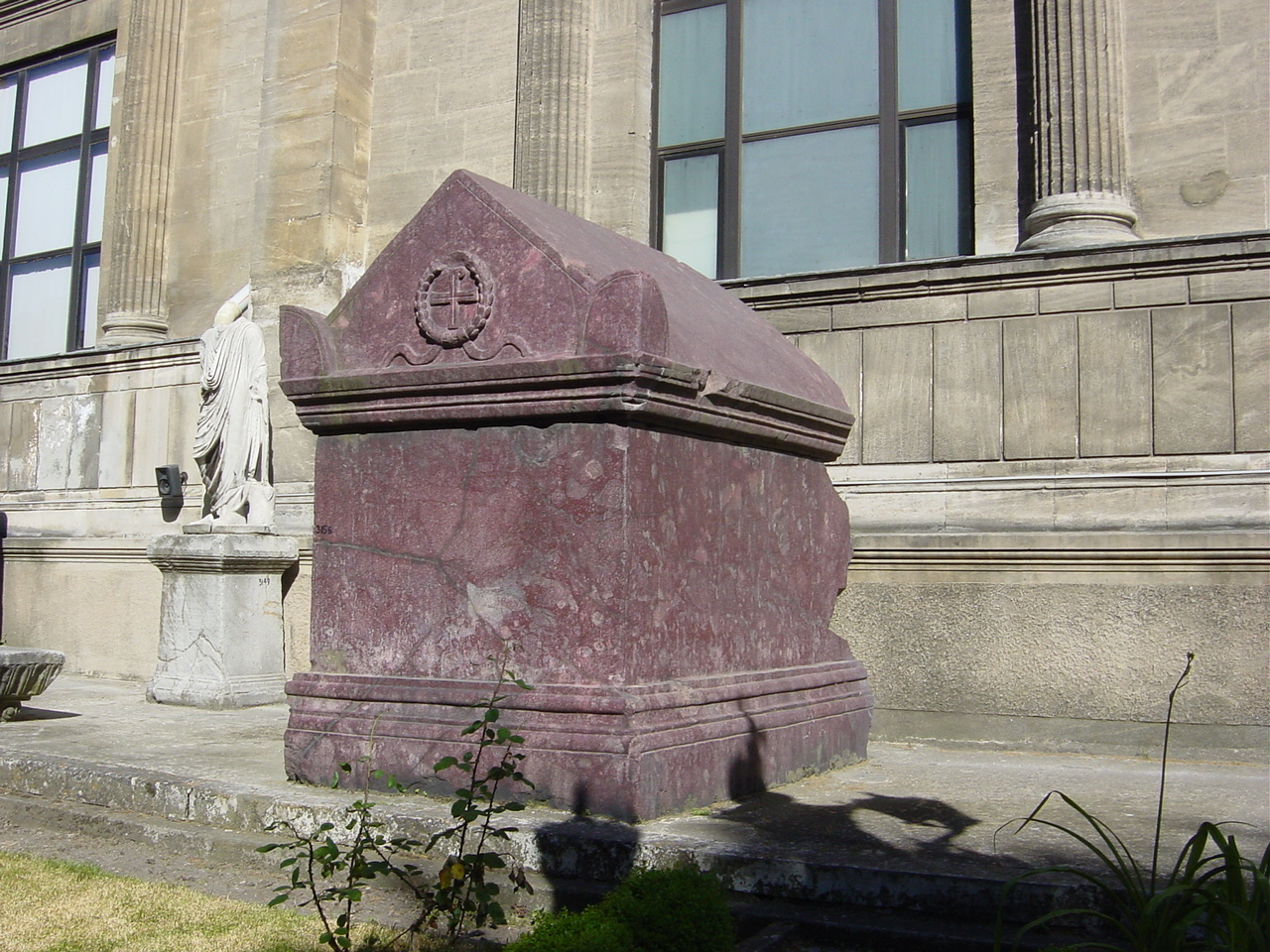
Sarcófago de pórfido, Museo arqueológico de Estambul.

El pórfido como elección material fue una declaración audaz y específica para la Roma bajoimperial. La viveza comparativa del pórfido con otras piedras subrayaba que estas figuras no eran ciudadanos comunes, sino de niveles muy superiores, llegando incluso al estado de dioses, y dignos del respeto que esperaban. El pórfido hizo a los emperadores inaccesibles en términos de poder y naturaleza, pertenecientes a otro mundo, el mundo de los dioses poderosos, presentes por un corto tiempo en la tierra. Diocleciano divinizó la figura imperial al estilo oriental, mostrándose no ya como representante de Júpiter en la tierra, sino como su encarnación misma, imponiendo la genuflexión en su presencia.
El pórfido también reemplazaba las túnicas púrpuras físicas que los emperadores romanos usaban para mostrar su estatus, debido a su coloración natural. Al igual que el pórfido, la tela púrpura era extremadamente difícil de hacer, ya que la púrpura requería el uso de ciertos caracoles marinos para hacer el tinte. El color en sí habría hecho que el público recordara cómo debían comportarse en presencia de los emperadores reales que vestían la tela real, con un respeto que bordeaba la adoración por sus autoproclamados dioses-reyes.

## Contexto estético
Al igual que los gobernantes griegos, los líderes romanos tomaron prestadas características reconocibles de la apariencia de sus predecesores. Por ejemplo, los gobernantes posteriores a Alejandro Magno copiaron su peinado distintivo y su mirada intensa en sus propios retratos. Esto se practicaba comúnmente para sugerir su parecido con ellos en carácter y su legitimidad para gobernar; en resumen, estas adiciones ficticias estaban destinadas a persuadir a sus súbditos de que serían un líder tan grande y poderoso como lo había sido el gobernante anterior. Este período marcó una marcada desviación de las representaciones veristas de la antigua Roma, que se reflejó visualmente a través del contraste estilístico. Aunque este cambio puede parecer al principio una regresión, marcó el desarrollo de un estilo en el que el simbolismo triunfó sobre el realismo y el idealismo por igual.